# John Heaton
John Rutherford "Jack" Heaton, född 9 september 1908, död 10 september 1976, var en amerikansk bobåkare och skeletonåkare.
Heaton blev olympisk silvermedaljör i skeleton vid vinterspelen 1928 i Sankt Moritz.